# F.C. Sochaux-Montbéliard
FC Sochaux-Montbéliard  (phát âm tiếng Pháp: [soʃo-mɔ̃beljar],hay được gọi là FCSM hoặc nói một cách ngắn gọn là Sochaux) là một câu lạc bộ bóng đá Pháp thành lập năm 1928 và đang chơi cho Championnat National 2.

## Cầu thủ

### Đội hình hiện tại
Tính đến 1 tháng 8 năm 2022.
Ghi chú: Quốc kỳ chỉ đội tuyển quốc gia được xác định rõ trong điều lệ tư cách FIFA. Các cầu thủ có thể giữ hơn một quốc tịch ngoài FIFA.
| Số | VT | Quốc gia | Cầu thủ                                  |
| -- | -- | -------- | ---------------------------------------- |
| 3  | HV | Nigeria  | Valentine Ozornwafor (mượn từ Charleroi) |
| 4  | HV | Sénégal  | Abdallah Ndour                           |
| 5  | HV | Maroc    | Saad Agouzoul                            |
| 6  | TV | Pháp     | Roli Pereira de Sa                       |
| 7  | TV | Pháp     | Tony Mauricio                            |
| 8  | TV | Sénégal  | Joseph Lopy                              |
| 9  | TĐ | Pháp     | Ibrahim Sissoko                          |
| 10 | TV | Pháp     | Gaëtan Weissbeck (đội trưởng)            |
| 11 | TĐ | Pháp     | Maxime Do Couto                          |
| 14 | TV | Pháp     | Rassoul Ndiaye                           |
| 15 | TĐ | Pháp     | Aldo Kalulu                              |
| 16 | TM | Pháp     | Maxence Prévot                           |
| 17 | TV | Pháp     | Adrien Delphis                           |
| 18 | HV | Pháp     | Yoël Armougom                            |
| 19 | HV | Pháp     | Daylam Meddah                            |
| 20 | TV | Mali     | Sambou Yatabaré                          |

| Số | VT | Quốc gia    | Cầu thủ                                |
| -- | -- | ----------- | -------------------------------------- |
| 21 | TĐ | Tây Ban Nha | Eliezer Mayenda                        |
| 22 | HV | Pháp        | Ismaël Aaneba                          |
| 23 | TV | Algérie     | Samy Faraj                             |
| 24 | TV | Pháp        | Malcolm Viltard                        |
| 26 | TĐ | Pháp        | Alan Virginius                         |
| 27 | TĐ | Pháp        | Hermann Tebily                         |
| 28 | HV | Pháp        | Julien Faussurier                      |
| 29 | HV | Pháp        | Valentin Henry                         |
| 30 | TM | Algérie     | Mehdi Jeannin                          |
| 50 | TM | Pháp        | Manu Agro                              |
| 70 | TĐ | Mali        | Moussa Doumbia                         |
| 77 | TV | Sénégal     | Franck Kanouté (mượn từ Cercle Brugge) |
| 80 | TV | Pháp        | Skelly Alvero                          |
| 95 | TV | Pháp        | Younès Kaabouni                        |
| —  | HV | Cameroon    | Alex Guett Guett                       |

### Đội hình dự bị
Tính đến 26 tháng 9 năm 2020
Ghi chú: Quốc kỳ chỉ đội tuyển quốc gia được xác định rõ trong điều lệ tư cách FIFA. Các cầu thủ có thể giữ hơn một quốc tịch ngoài FIFA.
| Số | VT | Quốc gia       | Cầu thủ                     |
| -- | -- | -------------- | --------------------------- |
| —  | TM | Pháp           | Cheick Diarra               |
| —  | TM | Pháp           | Quentin Galvez              |
| —  | TM | Pháp           | Marc Olivier Kehi           |
| —  | HV | Pháp           | Rodrigue N'donda Ndolunieni |
| —  | HV | Pháp           | Nolan Galves                |
| —  | HV | Pháp           | Marwan Trabelsi             |
| —  | HV | Cộng hòa Congo | Aristode Youlou Banzouzi    |
| —  | HV | Pháp           | Madibiramou Traoré          |
| —  | HV | Pháp           | Hugo Voirol                 |
| —  | HV | Pháp           | Émilien Grillot             |
| —  | HV | Pháp           | Willy Kambwala Ndengushi    |
| —  | HV | Pháp           | Killian Camélé              |
| —  | HV | Thụy Sĩ        | Sidy Diagne                 |
| —  | TV | Pháp           | Malcolm Viltard             |

| Số | VT | Quốc gia | Cầu thủ                   |
| -- | -- | -------- | ------------------------- |
| —  | TV | Pháp     | Allan Amoros              |
| —  | TV | Pháp     | Tom Adjakly               |
| —  | TV | Pháp     | Arvin Alamazani           |
| —  | TV | Pháp     | Adrien Delphis            |
| —  | TV | Pháp     | Malcolm Nebodon           |
| —  | TV | Pháp     | Lilian Perrier            |
| —  | TV | Algérie  | Samy Faraj                |
| —  | TV | Pháp     | Mathéo Sanchez            |
| —  | TĐ | Pháp     | Cameron Djassougue Mpouho |
| —  | TĐ | Pháp     | Mattéo Pezard             |
| —  | TĐ | Pháp     | Clément Raffoul           |
| —  | TĐ | Pháp     | Skelly Alvero             |
| —  | TĐ | Algérie  | Jessim Pelissard          |
| —  | TĐ | Pháp     | Hermann Tebily            |

## Các huấn luyện viên
| Thời gian | Huấn luyện viên   |
| --------- | ----------------- |
| 1928–1929 | Maurice Bailly    |
| 1929–1934 | Victor Gibson     |
| 1934      | Maurice Bailly    |
| 1934–1936 | Conrad Ross       |
| 1936      | André Abegglen    |
| 1936–1939 | Conrad Ross       |
| 1939–1944 | Paul Wartel       |
| 1944–1946 | Étienne Mattler   |
| 1946–1952 | Paul Wartel       |
| 1952–1957 | Gaby Dormois      |
| 1957–1960 | Paul Wartel       |
| 1960–1962 | Ludwig Dupal      |
| 1962–1966 | Roger Hug         |
| 1966–1967 | Georges Vuillaume |
| 1967–1969 | Dobrosav Krstić   |
| 1969–1977 | Paul Barret       |
| 1977–1981 | Jean Fauvergue    |

| Thời gian | Huấn luyện viên   |
| --------- | ----------------- |
| 1981–1984 | Pierre Mosca      |
| 1984–1985 | Silvester Takač   |
| 1985–1987 | Jean Fauvergue    |
| 1987      | Paul Barret       |
| 1987–1994 | Silvester Takač   |
| 1994–1995 | Jacques Santini   |
| 1995–1996 | Didier Notheaux   |
| 1996–1998 | Faruk Hadžibegić  |
| 1998–1999 | Philippe Anziani  |
| 1999–2002 | Jean Fernandez    |
| 2002–2005 | Guy Lacombe       |
| 2005–2006 | Dominique Bijotat |
| 2006–2007 | Alain Perrin      |
| 2007      | Frédéric Hantz    |
| 2007      | Jean-Luc Ruty     |
| 2008–2011 | Francis Gillot    |
| 2011–2012 | Mehmed Baždarević |
| 2012–nay  | Éric Hély         |